# Кинематограф Вьетнама

Кинематограф Вьетнама — это отрасль культуры и экономики, занимающаяся производством и демонстрацией фильмов зрителям, развивавшаяся существовавшими ранее государствами (Французский Индокитай, Южный Вьетнам, Северный Вьетнам) на территории современного Вьетнама и продолжающая своё развитие в современном Вьетнаме.
К кинематографу Вьетнама в самом Вьетнаме принято также относить и произведения киноискусства созданные за рубежами Вьетнама либо на территории Вьетнама иностранными организациями, если в их создании принимали значительное участие вьетнамцы или вьеткиеу (этнические вьетнамцы, живущие в диаспоре).
Таким образом, следует различать:
- кинематограф Французского Индокитая на территории Вьетнама,
- кинематограф Южного Вьетнама (до 1976 года),
- кинематограф Северного Вьетнама (до 1976 года),
- кинематограф объединённого Вьетнама (с 1976 года).

Кинематограф вьетнамской диаспоры также можно рассматривать как самостоятельное явление в составе кинематографа Вьетнама.

## Начальный этап. В составе Французского Индокитая
С 1887 года по 1954 год территория современного Вьетнама входила в состав Французского Индокитая и была разделена французами на три части: колонию Кохинхина (Намбо), протекторат Аннам (Чунгбо) и протекторат Тонкин (Бакбо).

### Немое кино
Французское кино до Первой мировой войны выпускало около 90 % мировой кинопродукции (в основном усилиями компаний «Пате́» и «Гомо́н»).
Первые киносъёмки на вьетнамской территории были осуществлены французами для использования в документальном фильме о жизни французской колонии. Известны следующие кинофрагменты, снятые в 1897 году компанией «Пате»: Phong cảnh tại Kinh đô Huế (о ландшафте в древней столице Хюэ), Hội Kiếp bạc, Đám ma bà Thiếu Hoàng (о таможне и летней жизни семей), Cô gái Bắc Kỳ (о девушках и модах в обществе).
С 1916 года по 1918 год, по инициативе генерал-губернатора Французского Индокитая Альбера Сарро, киносъёмочная группа французской армии сняла 20 рекламных документальных фильмов-репортажей о жизни, обычаях и вьетнамском ландшафте с целью привлечения французских инвесторов.
Первый кинотеатр на вьетнамской территории — кинотеатр «Пате», был открыт французами в 1920 году в Ханое.
В 1923 году для создания сети частных коммерческих кинотеатров и съёмок коммерческих игровых фильмов французами была создана компания «Индокитайские фильмы и кинотеатры» (фр. Indochine Films et Cinémas (IFEC), вьет. Phim và Chiếu bóng Đông Dương). Первые опыты в съёмках и прокате фильмов были не совсем удачными. До сих пор считается, что IFEC снят первый игровой фильм на вьетнамской территории — «Ким, Ван и Кьеу» (1923), однако, по неподтверждённой пока официально информации, IFEC ранее был снят ещё один фильм — Sous l’œil de Boudha (Under the Eye of Buddha) (1923).
В 1924 году вьетнамец Нгуен Лан Хыонг, владелец фотомагазина «Хыонг Ки», пригласив для обучения французских специалистов, основал киностудию «Студия фильмов Хыонг Ки» (вьет. Hãng phim Hương Ký, фр. Huong Ky Film Company) в Ханое и снял два первых игровых вьетнамских фильма — Một đồng kẽm tậu được ngựa (A Penny for a Horse) (1924) и Cả Lố (1924).
До 1930 года IFEC продолжали экспериментировать со съёмками таких фильмов, как Toufou (1925) и Huyền Thoại Bà Đế (1927), а Huong Ky Film Company экспериментировали снимая такие документальные фильмы, как Ninh Lăng (1925) — о похоронах императора Кхай Диня, Tấn tôn đức Bảo Đại (1925) — об интронизации императора Бао Дая и Đám tang tướng Đường Kế Nghiêu (1929). Однако по разным причинам эксперименты оказались неудачными в коммерческом плане и обе компании прекратили своё существование.

### Звуковое кино
В ноябре 1937 года Союз Деятелей искусств Аннама (вьет. An Nam Nghệ sĩ đoàn) подписал контракт с Южнокитайской Кинокомпанией (англ. The South China Motion Pictures Co.) о совместной работе по созданию звукового фильма Cánh đồng ma (The Ghost Field) (1938). Во время съёмок Южнокитайская Кинокомпания произвольно изменяла сценарий фильма, что вызвало скандал.
В то же время шесть вьетнамских актёров, живших в Гонконге, сняли первый гонконгский фильм о вьетнамцах — Trận phong ba (The Storm) (1938).
Союз Деятелей искусств Аннама принял участие в съёмках ещё двух фильмов снятых французами на вьетнамской территории, после чего прекратил свою деятельность из-за отсутствия финансирования.
В конце 1937 года владелец звукозаписывающей студии «Азия» Нгуен Ван Динь основал в Сайгоне киностудию «Студия фильмов Азия» (вьет. Hãng phim Châu Á). Во Франции им впервые было закуплено оборудование для съёмок на 35-мм киноплёнку. Для работы в качестве режиссёра своего первого фильма, Нгуен Ван Динь пригласил известного актёра вьетнамского обновлённого театра «Кайлыонг» Там Заня.
В 1939 году Нгуен Ван Динь и Там Зань продемонстрировали зрителям первый 90-минутный черно-белый звуковой фильм, снятый на «Студии фильмов Азия» — Trọn với tình (True to Love) (1938). Затем Нгуен Ван Динь уже полностью самостоятельно снял на своей «Студии фильмов Азия» ещё три фильма: Cô Nga dạo thị thành (1939), Khúc khải hoàn (The Song of Triumph) (1940) и Toét sợ ma (Toét’s Scared of Ghosts) (1940).
В 1939 году в Сайгоне начала свою деятельность киностудия «Вьетнамские фильмы» (вьет. Việt Nam Phim), в которой сценаристом, режиссёром и оператором был Нгуен Тан Зяу. Первый, снятый им на 16-мм киноплёнку, 90-минутный фильм был Một buổi chiều trên sông Cửu Long (An Evening on the Mekong River) (1939). Звуковое сопровождение к фильму было записано на отдельный диск и воспроизводилось одновременно с показом фильма. В конце 1939 года Нгуен Тан Зяу снял кинокомедию Lão thầy pháp râu đỏ (The Red-Bearded Sorcerer) (1939) и документальный фильм Đèo Ngang tức cảnh (1939).
В 1940 году, после поражения Франции на начальных этапах Второй мировой войны, французы были вынуждены пойти на заключение соглашения об оккупации Французского Индокитая японскими войсками. В связи с этими событиями всякая деятельность местных киностудий была прекращена. «Студия фильмов Азия» в 1940 году была законсервирована и не производила съёмок вплоть до своего возрождения в конце 1960-х годов.
В 1940-х годах в Индокитае активизировало свою деятельность национально-освободительное движение. Сложившееся ещё в 1930-е годы, оно возглавлялось Коммунистической партией Индокитая, лидером которой был Хо Ши Мин. В 1941 г. для вооружённой борьбы с французами и японцами коммунисты создали организацию Вьетминь. В то же время японцы за 1940—1945 годы сначала обезоружили, а затем полностью нейтрализовали французские гарнизоны на вьетнамской территории.

## Во время Первой Индокитайской войны (1945—1954)
После того, как в конце Второй мировой войны Япония вывела свои войска из Индокитая, коммунисты приняли решение о начале всеобщего революционного восстания и избрали Временное правительство во главе с Хо Ши Мином. 30 августа Бао Дай публично отрекся от императорского престола, а
2 сентября 1945 года в Ханое Хо Ши Мин провозгласил создание Демократической Республики Вьетнам (ДРВ) и в этом же году Временное правительство ДРВ создало Департамент кино и фотографии в Министерстве информации и пропаганды. Департамент занялся организацией документальных киносъёмок текущих политических событий и созданием централизованного и направленного на идеологическую пропаганду так называемого «Революционного кино Вьетнама».
В июне 1946 года в Фонтенбло (Франция) началась франко-вьетнамская мирная конференция по послевоенному устройству в Индокитае. Вьетнамские эмигранты (вьеткьеу), в том числе известный художник Маи Чунг Тхы, организовали во Франции активные киносъёмки этих событий и сняли несколько документальных фильмов: Hồ Chủ Tịch tại Pháp (1946), Hội nghị Fontainebleau (1946), Sinh hoạt của 25.000 Việt kiều tại Pháp (1946). На вьетнамской территории также были сняты документальные фильмы на эту тему: Hồ Chủ Tịch từ Pháp trở về (1946), Trận đánh tại Ô Cầu Dền (1946).
Несмотря на некоторые успехи конференции в Фонтенбло, в конце 1946 года Франция и Вьетминь обвинили друг друга в нарушении подписанных соглашений, и вскоре начали полномасштабную войну. Все органы власти ДРВ ушли в подполье, разгорелась Первая Индокитайская война. Некоторые кинематографисты — сторонники Вьетминя на юге и севере страны продолжали снимать документальные фильмы о новой войне, в том числе Бои за Мокхоа (Trận Mộc Hóa) (1948) — первый документальный киножурнал, считающийся первым фильмом «Революционного кино Вьетнама».
Франции удалось захватить все крупные вьетнамские города и в 1949 году провозгласить в противовес ДРВ марионеточное Государство Вьетнам. В городских кинотеатрах был возобновлён показ фильмов Франции и стран-победителей Второй мировой войны. Местный кинематограф представлен не был. Лишь только в 1953 году местная компания Кино Ким Тюнг (вьет. Kim Chung Điện ảnh) и Кайлыонг группа Ким Тюнг (вьет. đoàn cải lương Kim Chung), пригласив режиссёра из Гонконга, организовали съёмки фильма Kiếp hoa (1953) с Ким Тюнг и Ким Суанг в главных ролях. Фильм имел большой успех в Ханое и Сайгоне. На волне успеха, известная певица и актриса Ай Льен со своим мужем, богатым бизнесменом Ха Куанг Динем сняли ещё два музыкальных фильма: Nghệ thuật và hạnh phúc (1953) и Phạm Công — Cúc Hoa (1953).
Несмотря на первоначальныевоенные успехи Франции, Вьетминь партизанской войной сумел истощить силы французов и, получив 1950 году поддержку СССР и КНР, начал одерживать победы над колониальными силами. В эти годы кинематографистами ДРВ были сняты документальные фильмы Trận Đông Khê (Đông Khê Battle) (1950), Победа на Северо-Западе (Chiến thắng Tây Bắc) (1952), Защита одной деревни (Giữ làng giữ nước) (1953).
15 марта 1953 года Хо Ши Мин подписал указ 147/SL о создании Национального предприятия по производству кино и фото продукции Вьетнама. Этот день стал официальным днём рождения национального вьетнамского кинематографа. Директором предприятия был назначен Фам Ван Кхоа.
Весной 1954 года, партизаны выиграли решающее сражение с французами — захватили укреплённый район Дьенбьенфу. Этому событию был посвящён документальный фильм Дьенбьенфу (Điện Biên Phủ) (1954).
В мае 1954 года на базу вьетнамских национальных партизанских сил и руководства ДРВ, действовавшего в подполье в джунглях в северовьетнамском районе Вьетбак впервые прибыла группа кинооператоров из СССР (Владимир Ешурин, Евгений Мухин, во главе с Романом Карменом). Группа встретилась с Хо Ши Мином и в течение восьми месяцев, вместе с кинематографистами ДРВ (Фам Ван Кхоа, Май Лок, Нгуен Тьен Лой, Куанг Хюи, Хонг Нги, писатель Нгуен Динь Тхи), снимала материал для документального фильма «Вьетнам» (1955). Было отснято около сорока тысяч метров цветной плёнки, в том числе встреча с бывшим командующим гарнизона Дьенбьенфу пленным генералом де Кастри, освобождение вьетнамских провинций от французов, передача Ханоя от французов вьетнамским партизанам. Черно-белая копия фильма «Вьетнам» под названием «Вьетнам на пути к победе» (вьет. Việt Nam trên đường thắng lợi) (1955) широко демонстрировалась на севере Вьетнама и имела большой успех. Из материала, отснятого в Ханое на параде Победы 1 января 1955 года, был смонтирован отдельный документальный фильм на вьетнамском языке «Исторический день» (Ngày lịch sử) (1955), в титрах которого Владимир Ешурин указан уже не только как оператор, но и как режиссёр фильма. В 1955 году Владимир Ешурин, Евгений Мухин и Роман Кармен были награждёны орденами Труда Вьетнама. Цветная версия фильма «Вьетнам» впервые была показана по вьетнамскому телевидению в 2004 году по случаю 50-летней годовщины со дня победы под Дьенбьенфу.
21 июля 1954 года были подписаны Женевские соглашения, которые положили конец Первой Индокитайской войне.

## 1954—1975 г.г. Два Вьетнама. Вторая Индокитайская война
Согласно Женевским соглашениям 1954 года, Французский Индокитай окончательно прекращал своё существование, а Вьетнам, Лаос и Камбоджа становились независимыми государствами, причем во Вьетнаме должны были состояться всеобщие свободные выборы. До выборов территория Вьетнама временно разделялась по реке Бенхай (17 параллель) на две половины — Север и Юг. Но проведение выборов было сорвано, и Вьетнам так и остался разделённым на два государства. В Северном Вьетнаме продолжала существовать Демократическая Республика Вьетнам со столицей в Ханое, и с коммунистической партией и Хо Ши Мином во главе, а в Южном Вьетнаме в 1955 году была провозглашена ориентированная на капиталистический путь развития Республика Вьетнам со столицей в Сайгоне, которую возглавил Нго Динь Зьем.
Однако силы, стоявшие у власти в обоих вьетнамских государствах не желали мириться со сложившейся ситуацией, и это постепенно создавало предпосылки к развязыванию новой войны. Северный Вьетнам всячески увеличивал помощь коммунистическим партизанам Южного Вьетнама, известным под названием «Вьетконг», а периодически меняющиеся правители Южного Вьетнама сделали ставку на создание мощной армии по американскому образцу за счёт наращивания военной помощи, а затем и военного присутствия США. В этой непростой обстановке вьетнамский кинематограф также оказался окончательно разделён на кинематограф Северного Вьетнама и кинематограф Южного Вьетнама, которые продолжили своё дальнейшее развитие совершенно разными путями.
На севере, в Демократической Республике Вьетнам развитие кинематографа было гарантировано централизованной поддержкой государства, но при этом кино жёстко контролировалось и должно было быть идеологически выдержанным и верным своему имени — «Революционное кино Вьетнама». Советский Союз продолжал оказывать всестороннюю помощь Революционному кино Вьетнама. Благодаря материально-технической помощи СССР стало возможным организовать в ДРВ собственное кинопроизводство и прокатную сеть. Осенью 1954 года в Советский Союз прибыла первая группа вьетнамских студентов, решивших стать кинематографистами. Пятеро из них стали студентами ВГИКа, а двое других студентами ЛИКИ (Ленинградский институт киноинженеров).
На юге, в Республике Вьетнам кинематограф централизованной поддержки государства не имел и вынужден был выживать в условиях рыночной экономики. Поэтому для кино Южного Вьетнама характерно наличие периодов спада и подъёма, разнообразие жанров и сюжетов, экспериментирование, сотрудничество с кинематографистами США и соседних прозападно ориентированных стран региона, таких как Филиппины, Таиланд, Гонконг, Тайвань.

### Южный Вьетнам

Два фактора заметно отличают южновьетнамскую кинопродукцию от северовьетнамской: во-первых это более высокое качество технического исполнения, обеспеченное американцами со времени их вступления во Вторую Индокитайскую войну на стороне Южного Вьетнама, и во-вторых широкое участие в южновьетнамских фильмах профессиональных актёров из популярного в то время на юге вьетнамского обновлённого театра «Кайлыонг». Южный Вьетнам просуществовал с 1954 по 1976 год и пиковый период выпуска кинопродукции там пришёлся на 1957 год. В этом же году в Южном Вьетнаме был выпущен первый вьетнамский цветной фильм Лук Ван Тьен (Lục Vân Tiên) (1957).

#### 1954—1960
В 1955 году была создана первая южновьетнамская киностудия. Кинематограф тогда служил в основном для городских жителей. Наибольшей популярностью у этой аудитории в то время пользовались французские мелодрамы, американские вестерны и индийские музыкальные фильмы.
В период с 1955 по 1958 год были основаны некоторые частные южновьетнамские киностудии, которые снимали фильмы на социальные, бытовые темы, или же по мотивам народных сказок и легенд. Пользовались успехом экранизации постановок театра «Кайлыонг» на национальные мифологические темы, воспевающие героизм вьетнамского народа в древние времена. Кинопродюсированием в то время занимался даже посол Южного Вьетнама в США Буй Зьем.
Нарастало и влияние США. Располагавшийся в Сайгоне киноотдел при Бюро информации США выпускал в то время как документальные, так и художественные фильмы, отличительной особенностью которых было прославление режима Нго Динь Зьема и антикоммунистическая пропаганда.
В 1956 году американский режиссёр Джозеф Л. Манкевич решил организовать в Южном Вьетнаме съёмки своего нового фильма. Им должна была стать экранизация произведения Грэма Грина «Тихий американец», но с сюжетом, изменённым в угоду текущим политическим интересам США в Индокитае, что вызвало негативную реакцию американских актёров и даже отказ от роли актёра Лоренса Оливье. Джозеф Л. Манкевич вынужден был воспользоваться большим участием в съёмках местных кинематографистов. Одним из тех, кто принял участие в работе над фильмом Манкевича, был и южновьетнамский режиссёр Винь Ноан — создатель ставшего очень популярным в то время в Южном Вьетнаме антикоммунистического фильма «Мы хотим жить» (Chúng tôi muốn sống) (1956).
Стремительно развивавшийся частный кинематограф представил зрителям новую волну актёров, таких как Ким Кыонг в фильмах Lòng nhân đạo и Ngọc Bồ Đề, Чанг Тхьен Ким в фильмах Mục Liên thanh đề и Trương Chi, Ле Тхи Нам в фильме Đồng ruộng miền Nam, Ким Лан в фильме Người mẹ hiền, Тху Чанг в фильме Лук Ван Тьен (Lục Vân Tiên) (1957), Май Чам в фильме «Мы хотим жить» (Chúng tôi muốn sống) (1956), Кхань Нгок в фильмах Ràng buộc и Ánh sáng miền Nam, Суан Зунг в фильме Kim trai thời loạn, Ким Хоанг в фильме Tiền thân Đức Phật Tổ, Тхьен Ким в фильме Huyền Trân công chúa, Туи Фыонг в фильме Thạch Sanh Lý Thông и другие.
1957 год стал самым удачным для южновьетнамской киноиндустрии. За этот год только частными киностудиями было выпущено около 40 фильмов. Однако качество их было невысоким, в основном это были черно-белые фильмы, снятые на 35-мм киноплёнку. Наиболее популярными мифологическими сюжетами для фильмов того времени были истории о земном воплощении божества Куан Ам — Quan Âm Thị Kính. Лучшим южновьетнамским фильмом этого десятилетия продолжал оставаться Kiếp hoa (1953), лучшей южновьетнамской актрисой десятилетия стала Ким Кыонг.
В конце 1957 года в южновьетнамском кино дебютировали сразу две будущие кинозвезды мирового уровня — Тхам Тхюи Ханг в фильме Người đẹp Bình Dương и Кьеу Тинь в фильме Hồi chuông Thiên Mụ. До сих пор считалось, что в этом же году в Южном Вьетнаме был выпущен первый вьетнамский цветной фильм Лук Ван Тьен (Lục Vân Tiên) (1957) производства кинокомпании Eastman A Color, однако недавно пальму первенства в этом у него стал оспаривать также южновьетнамский фильм Bến Cũ (1953), режиссёр Хоанг Винь Лок.
В 1958 году Джозеф Л. Манкевич закончил съёмки фильма «Тихий американец» (1958). Фильм был тепло принят критикой, хотя сценарий был крайне далёк от романа и вызвал споры в Голливуде. Однако сам Грэм Грин был в ярости оттого, что его антивоенный смысл оказался изъят из фильма, и отрёкся от этой экранизации, назвав её «проамериканской пропагандой».
В этом же году последовал экономический спад, и производство южновьетнамских фильмов резко сократилось. Разгорающаяся Вторая Индокитайская война и усиление роли США в делах Южного Вьетнама поспособствовали резкой перестройке политики местной кинопрокатной сети. Американские фильмы составляли уже до 90 % ввозимых иностранных фильмов, а местная пресса была переориентирована на восхваление и рекламу американской кинопродукции. Лишь некоторые местные фильмы изредка появлялись на этом фоне. Такие как Đứa con của biển cả, Y phục phụ nữ (tiến trình cải biến y phục cổ truyền của đàn bà Việt), Non nước Hương Bình (phong cảnh đất Thần kinh), Sơn mài Việt-Nam (phim màu), Xuân về (phong tục ngày Tết), Điệu xòe sơn cước (vũ điệu người Thái Bắc Việt), Múa tứ linh, Hát bộ, Điệu hò Miền Trung.
В 1959 г. в Южном Вьетнаме был создан Национальный киноцентр, в котором трудились 19 режиссёров, 13 операторов, 5 звукооператоров и 2 художника-постановщика. Большинство из них были подготовлены при помощи специалистов США на месте, или при двухгодичном обучении с 1957 по 1959 год за границей. При киноцентре существовал специальный отдел, который занимался вопросами кинопроката. Вопросами цензуры занимался специальный Совет по цензуре кино.
Кроме того, частные киностудии Сайгона совместно с филиппинскими кинематографистами продолжали снимать пропагандистские фильмы для правящего режима Нго Динь Зьема.

#### 1960—1970
Несмотря на экономический кризис, в начале 1960-х годов в Южном Вьетнаме всё же находились энтузиасты-режиссёры, выпускавшие небольшое количество новых фильмов. Такие как Nguyễn Long с фильмом Mưa lạnh hoàng hôn (1961), в котором дебютировала Mai Ly, и Hoàng Anh Tuấn с фильмом Trời không muốn sáng. Ещё два фильма оказались неудачными: Oan ơi ông Địa (1961) с Тхам Тхюи Ханг в главной роли и Bẽ bàng (1961) с Ким Кыонг.
Всё большее место в прокате начали занимать фильмы соседних стран. В 1962 году почти половину всех прокатываемых иностранных фильмов в Сайгоне составила кинопродукция Гонконга и Тайваня, присутствовали фильмы Индии и Японии, доля фильмов США составляла уже чуть более 15 %.
В конце 1962 — начале 1963 г.г. начался новый подъём в южновьетнамском кинопроизводстве. Появились новые киностудии, активно использующие цветную киносъёмку. Так «Студия фильмов Альфа» (вьет. Hãng phim Alpha) выпустила фильм Mưa rừng (1962) с Ким Кыонг и Кьеу Тинь, а студия «Liêm Phim» завершила снимавшийся в течение трёх лет, с 1960 по 1963 г.г., крупнобюджетный фильм Đôi mắt người xưa (1963), в котором дебютировала в качестве киноактрисы певица театра «Кайлыонг», будущая кинозвезда Тхань Нга.
В том же 1962 году возник нелегальный кинематограф НФОЮВ. Изначально группа кинематографии (которую возглавил товарищ Куанг) состояла из шести человек, ранее бывших фотографами-любителями, у них была одна кинокамера производства швейцарской фирмы "Пайярд-Болекс" и один самостоятельно изготовленный комплект оборудования для проявки отснятой киноплёнки. В том же 1962 году ими была отснята первая кинолента - немой короткометражный документальный чёрно-белый фильм о 1-м конгрессе НФОЮВ. В 1963 году было отснято 17 кинолент (в том числе, короткометражный фильм "Охота на вертолёты"). 
Однако политическая обстановка в Южном Вьетнаме была нестабильной и не способствовала развитию экономики. В 1963 году аналитики США сделали вывод о бесперспективности правления президента Нго Динь Зьема на фоне разгорающейся Второй Индокитайской войны, и не без участия США был организован военный переворот, в результате которого Нго Динь Зьем был убит. Далее, в течение двух лет последовала чехарда из сменявших друг друга трёх президентов, продержавшихся у власти всего по несколько месяцев.
В 1963 году на студии «Mỹ Vân» режиссёр Ле Монг Хоанг снял музыкальный фильм Tơ tình (1963) с актёрами Ла Тхоай Таном, Тхам Тхюи Ханг, Mai Ly и певицей Thanh Thúy. После большого коммерческого успеха этого фильма, студия «Mỹ Vân» с режиссёром Năm Châu выпустила новый фильм Bóng người đi (1964), в котором Тхам Тхюи Ханг снялась вместе с певцами театра «Кайлыонг» супругами Thành Được и Út Bạch Lan.
Последовала волна выпуска музыкальных фильмов. Для создания музыки в них, режиссёрами приглашались такие известные музыканты как Phạm Duy, Hoàng Thi Thơ, Huỳnh Anh. Актёров дублировали известные певцы, такие как Thái Thanh, Hoài Trung.
Другими известными южновьетнамскими фильмами этого десятилетия стали: Loạn, Yêu (1964), Dang dở (1965), Giã từ bóng tối (1969), Trai thời loạn (1969). Вместе с такими известными звёздами как Тхам Тхюи Ханг, Кьеу Тинь, Тхань Нга, Ким Кыонг снимались молодые актёры: Kim Vui, Mộng Tuyền, Thảo Sương, Kim Xuân, Thanh Lan, Thiên Trang, Ngọc Minh. Наиболее известным режиссёром десятилетия стал Ле Монг Хоанг.
В 1966 году, на 13-м Кинофестивале Азиатских фильмов, приз за лучшую женскую роль в фильме Đôi mắt người xưa (1963) получила актриса Xuân Dung. Эта награда стала первой наградой такого уровня среди актёров Южного Вьетнама.
В 1969 году студия «Liên Ảnh Công Ty» выпустила цветной широкоформатный фильм Từ Sài Gòn đến Điện Biên Phủ. Это была следующая ступень в техническом развитии южновьетнамского кино. В этом фильме вместе с такими киноактёрами как Тхам Тхюи Ханг, Кьеу Тинь, Đoàn Châu снялись актёры театра «Кайлыонг» Lê Khanh, Thanh Cao, Ngọc Điệp, Tư Hề, Văn Lượng. Следующим зрительского успеха добился снятый на 35-мм киноплёнку фильм Chiều kỷ niệm. Это был дебютный фильм группы Тхам Тхюи Ханг, с режиссёром Ле Монг Хоангом и композитором Năm Châu. Вместе с актёрами Тхам Тхюи Ханг и Hùng Cường в нём снялись актёры театра «Кайлыонг» Năm Châu, Phùng Há, Bảy Ngọc. В первую же неделю проката сборы этого фильма составили миллион донгов, а через несколько недель достигли уже 10 миллионов донгов.

#### 1970—1975
Земля скорби (Đất khổ) (1974) — фильм режиссёра Ха Тхук Кана.

### Северный Вьетнам

В 1956 году в ДРВ начала свою работу «Киностудия Вьетнама» (вьет. Xưởng phim Việt Nam).

#### 1959—1965
«На берегах одной реки» (1959) — фильм режиссёров Нгуен Хонг Нги (Nguyễn Hồng Nghi) и Фам Хьеу Зана.
«Скоро будет дождь» (1959) — совместный советско-вьетнамский мультипликационный фильм 1959 года. Снят режиссёром Владимиром Полковниковым по мотивам вьетнамской народной сказки.
С 1959 по 1962 годы по направлению Министерства культуры СССР (лично министра культуры СССР Екатерины Фурцевой) советский режиссёр Аждар Ибрагимов работал вместе с кинооператором Маликом Каюмовым в Северном Вьетнаме, основал киношколу (ныне Институт кинематографии), где преподавал актёрское мастерство и режиссуру. Вместе со своими учениками снял три художественных фильма: полнометражный фильм Однажды ранней осенью (Một ngày đầu thu) (1962) (режиссёры Хюи Ван, Хай Нинь) и два короткометражных — «Белоглазая птичка» (1962) (режиссёры Нгуен Ван Тхонг, Чан Ву) и «Два солдата» (Hai người lính) (1962) (режиссёр Ву Шон). На международных кинофестивалях тех лет два короткометражных фильма получили признание зрителей и высокую оценку жюри, за что Аждар Ибрагимов был награждён вьетнамскими наградами: Орденом Труда и медалью.

#### 1965—1975
Вьетнамский кинофестиваль — с 1970 года начал регулярно, раз в два-три года, проводиться в Северном Вьетнаме Министерством культуры Северного Вьетнама.
«Мы встретимся снова» (1974) — фильм режиссёра Чан Ву в 1975 году получил приз «Золотой Лотос» на 3-м Вьетнамском кинофестивале в Хайфоне.

## После 1975 г. Объединённый Вьетнам

С 1977 года Вьетнамский кинофестиваль продолжил свою работу уже в объединённом Вьетнаме.
В 1981 году был выпущен первый в истории страны обучающий фильм по вопросам физкультуры, физической подготовки и спорта (получивший специальный приз на конкурсе фильмов СКДА).
В 1992 году на мировые экраны вышло несколько фильмов, снятых во Вьетнаме французскими режиссёрами при активном участии вьетнамских кинематографистов. Фильм «Любовник» (1992) по словам режиссёра Жан-Жака Анно был первым западным фильмом после 1975 г., снятым во Вьетнаме. Второй фильм, «Индокитай» (1992) режиссёра Режис Варнье, получил в 1993 г. премию «Оскар» за лучший фильм на иностранном языке. В этом фильме, в одной из главных ролей, снялась французская актриса вьетнамского происхождения Фам Линь Дан (вьет. Phạm Linh Đan). Третий фильм «Дьенбьенфу» (1992) режиссёра Пьера Шёндёрффера снимался при активном участии вьетнамской армии и кинематографистов, в том числе первой вьетнамской женщины-режиссёра Бать Зьеп (вьет. Bạch Diệp, в титрах указана как Madame Bach Diêp).